# Синпетру-Маре (комуна)
Синпетру-Маре (рум. Sânpetru Mare) — комуна у повіті Тіміш в Румунії. До складу комуни входять такі села (дані про населення за 2002 рік):
- Ігріш (1202 особи)
- Синпетру-Маре (2102 особи)

Комуна розташована на відстані 450 км на північний захід від Бухареста, 45 км на північний захід від Тімішоари.

## Населення
За даними перепису населення 2002 року у комуні проживали 5844 особи.
Національний склад населення комуни:
| Національність   | Кількість осіб | Відсоток |
| ---------------- | -------------- | -------- |
| румуни           | 4238           | 72,5 %   |
| серби            | 769            | 13,2 %   |
| цигани           | 709            | 12,1 %   |
| угорці           | 53             | 0,9 %    |
| німці            | 41             | 0,7 %    |
| українці         | 20             | 0,3 %    |
| болгари          | 7              | 0,1 %    |
| росіяни-липовани | 5              | 0,1 %    |
| словаки          | 1              | < 0,1 %  |
| греки            | 1              | < 0,1 %  |

Рідною мовою назвали:
| Мова       | Кількість осіб | Відсоток |
| ---------- | -------------- | -------- |
| румунська  | 4908           | 84,0 %   |
| сербська   | 761            | 13,0 %   |
| циганська  | 54             | 0,9 %    |
| угорська   | 51             | 0,9 %    |
| німецька   | 39             | 0,7 %    |
| українська | 20             | 0,3 %    |
| болгарська | 6              | 0,1 %    |
| російська  | 5              | 0,1 %    |

Склад населення комуни за віросповіданням:
| Релігія                             | Кількість осіб | Відсоток |
| ----------------------------------- | -------------- | -------- |
| православні                         | 5415           | 92,7 %   |
| п'ятдесятники                       | 242            | 4,1 %    |
| римо-католики                       | 111            | 1,9 %    |
| баптисти                            | 16             | 0,3 %    |
| греко-католики                      | 10             | 0,2 %    |
| реформати                           | 8              | 0,1 %    |
| не релігійні                        | 5              | 0,1 %    |
| унітарії                            | 1              | < 0,1 %  |
| старообрядці                        | 1              | < 0,1 %  |
| лютерани (Аугсбурзького сповідання) | 1              | < 0,1 %  |
| не вказали релігію                  | 1              | < 0,1 %  |